# Eriek Verpale
Eriek Verpale (werkelijke naam Eric Verpaele) (Zelzate, 2 februari 1952 – Ertvelde, 10 augustus 2015) was een Belgisch schrijver.

## Levensloop
Hij volgde economie-talen als interne leerling bij de broeders in Oostakker-Lourdes en studeerde aan de Universiteit Gent, 1 jaar Germaanse filologie en 1 jaar slavistiek (1970-1972).
De schrijver beweerde dat hij werd opgevoed door zijn uit Litouwen afkomstige joodse overgrootmoeder, die vlak naast hem woonde. Hierdoor werd zijn belangstelling gewekt voor de joodse cultuur. Verpale heeft dan ook verschillende vertalingen uit het Jiddisch en Hebreeuws op zijn naam staan.

Toen ik op de lagere school het alfabet leerde, heeft mijn overgrootmoeder me ook het Hebreeuwse alfabet geleerd. Ik kan niet zeggen dat ze me echt Jiddisch heeft geleerd, maar ze zorgde voor de basis. Later ben ik dat allemaal zelf gaan uitpluizen. Van '75 tot '77 heb ik Hebreeuws gestudeerd en ik heb toen een tijdlang intens contact gehad met de joodse gemeenschap van Gent.

In 1992 wint Verpale voor zijn boek Alles in het klein de Provinciale Prijs voor Letterkunde van de Provincie Oost-Vlaanderen en de prestigieuze NCR-Literatuurprijs, toen de belangrijkste commerciële letterenonderscheiding in Vlaanderen. In deze grotendeels autobiografische brievenroman beschrijft Verpale zijn passie voor jonge nimfen, juveniele meisjes, ongerept, onschuldig, die volgens de jury enkel bestaan in de verbeelding van de auteur. Volgens NCR-voorzitter Hugo Bousset is het verhaal "subtiel geconstrueerd, vol met paradoxen, morbide, ontroerend, lijkt het uit het leven gegrepen maar is het doorwerkt en wekt de indruk van evidentie".

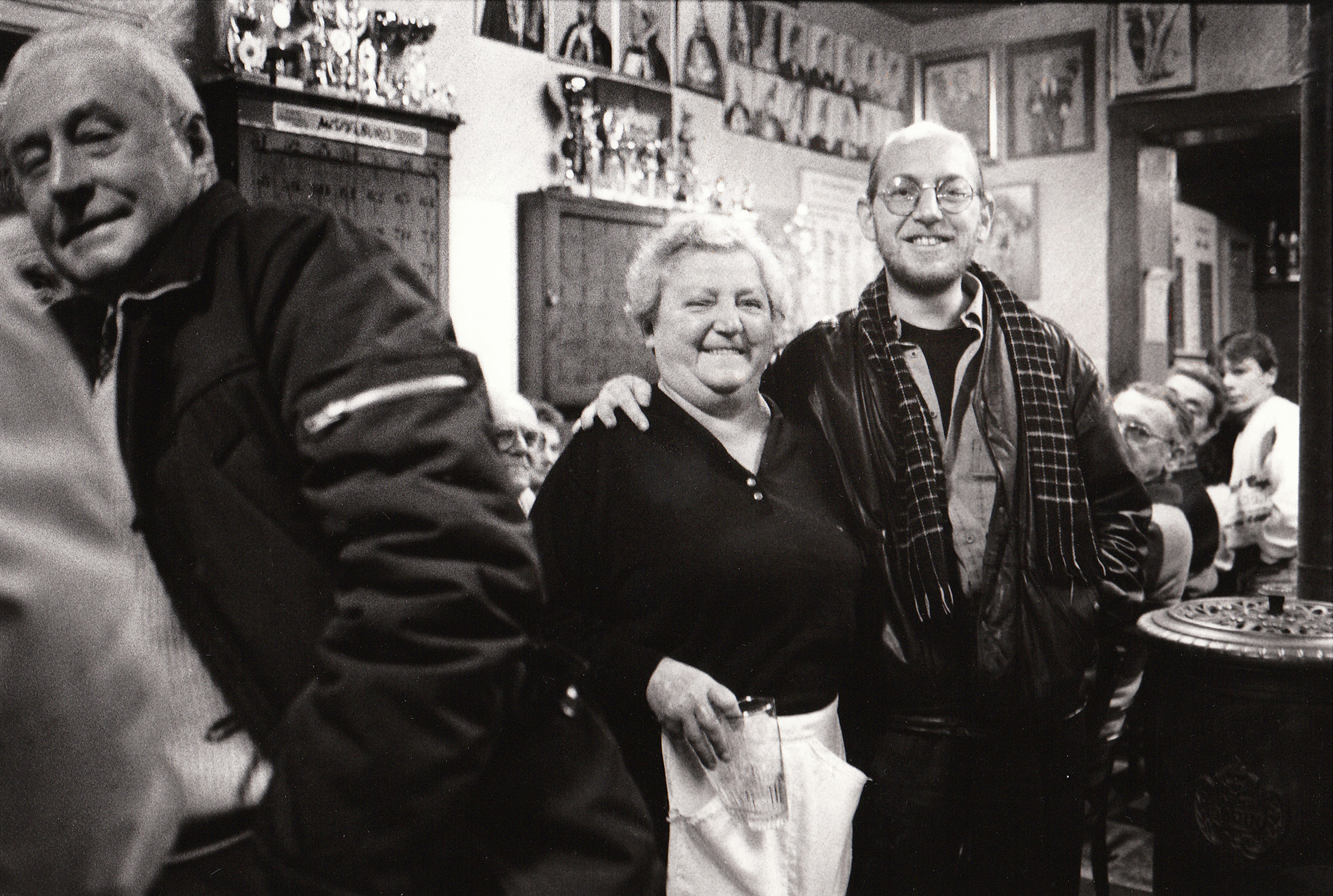
Eriek Verpale met Moeder Zulma in haar café De Moedige in de wijk De Katte, Zelzate 1990. De cafébazin is een belangrijk personage in Verpale's meesterwerk Alles in het klein.

## Toneelstukken
- Olivetti 82 (1993) - verfilmd door Rudi Van Den Bossche in (2001) met in de hoofdrol: Dirk Roofthooft. In 2014 nogmaals verfilmd als monoloog met titel 'Bernard' met in de hoofdrol Thomas Wander.
- Grasland (1996)
- Voor U geknipt – vertolking als theatermonoloog door Bob De Moor
- Tatjana - bewerking van Jevgeni Onegin van A.S. Poesjkin